# 권기호
권기호(1985년 1월 20일 ~ )는 대한민국의 아나운서이다.

## 학력
- 이화여자대학교 피아노학과 졸업
- 이화여자대학교 언론정보학과 학사

## 경력
- 2008년 ~ 2010년 더 피아노 기자
- 2011년 TJB대전방송 아나운서

## 진행 프로그램
- TJB 생방송 투데이
- TJB 아침뉴스
- 아름다운 그대곁에
- 내고향 스페셜
- 메디컬 플러스
- 여자가 좋다 스페셜